# Baden-Baden (Landschaftsschutzgebiet)
Das Landschaftsschutzgebiet Baden-Baden wurde vom Regierungspräsidium Karlsruhe am 14. Juli 1981 durch Verordnung ausgewiesen. Es umfasst knapp 60 % der Gesamtfläche der baden-württembergischen Stadt Baden-Baden und liegt überwiegend im Nordschwarzwald.

## Lage und Beschreibung
Das etwa 81 km² große Landschaftsschutzgebiet umfasst den Großteil der unbebauten Fläche im Zentrum und im Osten des Stadtgebiets von Baden-Baden. Es gehört überwiegend zum Naturraum Nördlicher Talschwarzwald und liegt im Naturpark Schwarzwald Mitte/Nord. Im Westen reicht es etwa bis zum Yberg und zu den Stadtteilen Balg und Haueneberstein sowie in den Naturraum Ortenau-Bühler Vorberge der Vorbergzone. Im Süden und Osten reicht es bis zur Stadtgrenze mit den Bergen Badener Höhe und Merkur. Ebenfalls Teil des Schutzgebiets sind innerstädtische Parkanlagen wie die Lichtentaler Allee, das Gelände der Landesgartenschau 1981 und der Kurgarten sowie der Hauptfriedhof und der Friedhof Lichtental.

## Landschaftscharakter
Das Gebiet stellt einen charakteristischen Ausschnitt der Landschaft des Nordschwarzwaldes und der Westflanke des Schwarzwaldes dar. Es ist überwiegend bewaldet und wird von tief eingeschnittenen Bachtälern gegliedert. In den Talauen und im Stadtrandgebiet von Baden-Baden befinden sich kleinräumig landwirtschaftlich genutzte Wiesen. In Stadtrandlage sind teilweise auch Obstbäume oder Weinberge vorhanden. 

## Zusammenhängende Schutzgebiete
Das Landschaftsschutzgebiet grenzt im Norden an das Landschaftsschutzgebiet Untere Murg und im Süden an das Landschaftsschutzgebiet Bühlertal. Im Westen grenzt das kleinere Landschaftsschutzgebiet Yberg bei Bühl an. Die Naturschutzgebiete Battertfelsen beim Schloß Hohenbaden, Markbach und Jagdhäuser Wald und Sauersbosch, Pfrimmersbach- und Märzenbachtal sind in das Landschaftsschutzgebiet eingebettet. Bei Ebersteinburg überschneidet sich das Gebiet mit dem Bannwald Battert.
Im Süden überschneidet sich das Landschaftsschutzgebiet teilweise mit dem Nationalpark Schwarzwald und dem Vogelschutzgebiet Nordschwarzwald. Einige Teilbereiche vor allem im nördlichen Bereich des Landschaftsschutzgebiets gehören zudem zum FFH-Gebiet Wälder und Wiesen um Baden-Baden. Im Süden gibt es kleinräumige Überschneidungen mit dem FFH-Gebiet Talschwarzwald zwischen Bühlertal und Forbach.